# Phil Foden
Philip Walter Foden (Stockport, 28 de maio de 2000) é um futebolista inglês que atua como ponta ou meio-campista. Joga pelo Manchester City e pela Seleção Inglesa.
Ganhou a Bola de Ouro da Copa do Mundo FIFA Sub-17 de 2017.

## Carreira
Nascido em Stockport, Grande Manchester, e torcedor do Manchester City durante sua infância, se juntou ao clube aos oito anos de idade e assinou com a academia do clube em julho de 2016. Estudou no St Bede's College, com bolsa fornecida pelo seu time do coração.

### Manchester City
Estreou pela equipe principal em 21 de novembro de 2017, como substituto na vitória por 1–0 sobre o Feyenoord, tornando-se o quarto jogador inglês mais novo a jogar na Liga dos Campeões da UEFA, com 17 anos e 177 dias.
Sob o comando do multicampeão Pep Guardiola, Phil teve uma passagem muito vencedora pelo clube inglês. O jogador, que começou sua carreira no meio de campo, pôde dividir o campo do Etihad Stadium pela primeira vez, na Premier League, em dezembro de 2017. Na partida, o inglês substituiu İlkay Gündoğan na goleada diante o Tottenham por 4 a 1.
No Campeonato Inglês, o jogador conseguiu participar do momento mais hegemônico da história do clube azul de Manchester. Nas suas cinco primeiras temporadas, Foden garantiu cinco troféus de Liga, com destaque para seu exímio desempenho durante a temporada 2022–23, pois conseguiu atingir sua melhor marca desde a estreia na competição: 11 gols.
Dentre seus principais jogos na competição, Phil obteve demasiado destaque quando conseguiu marcar o seu primeiro hat-trick no Campeonato Inglês. Na mesma época que fizera 11 tentos, Foden mostrou muita habilidade ao conseguir balançar as redes do maior rival do City, o Manchester United, em três oportunidades e garantir uma goleada de 6 a 3 diante os Red Devils.

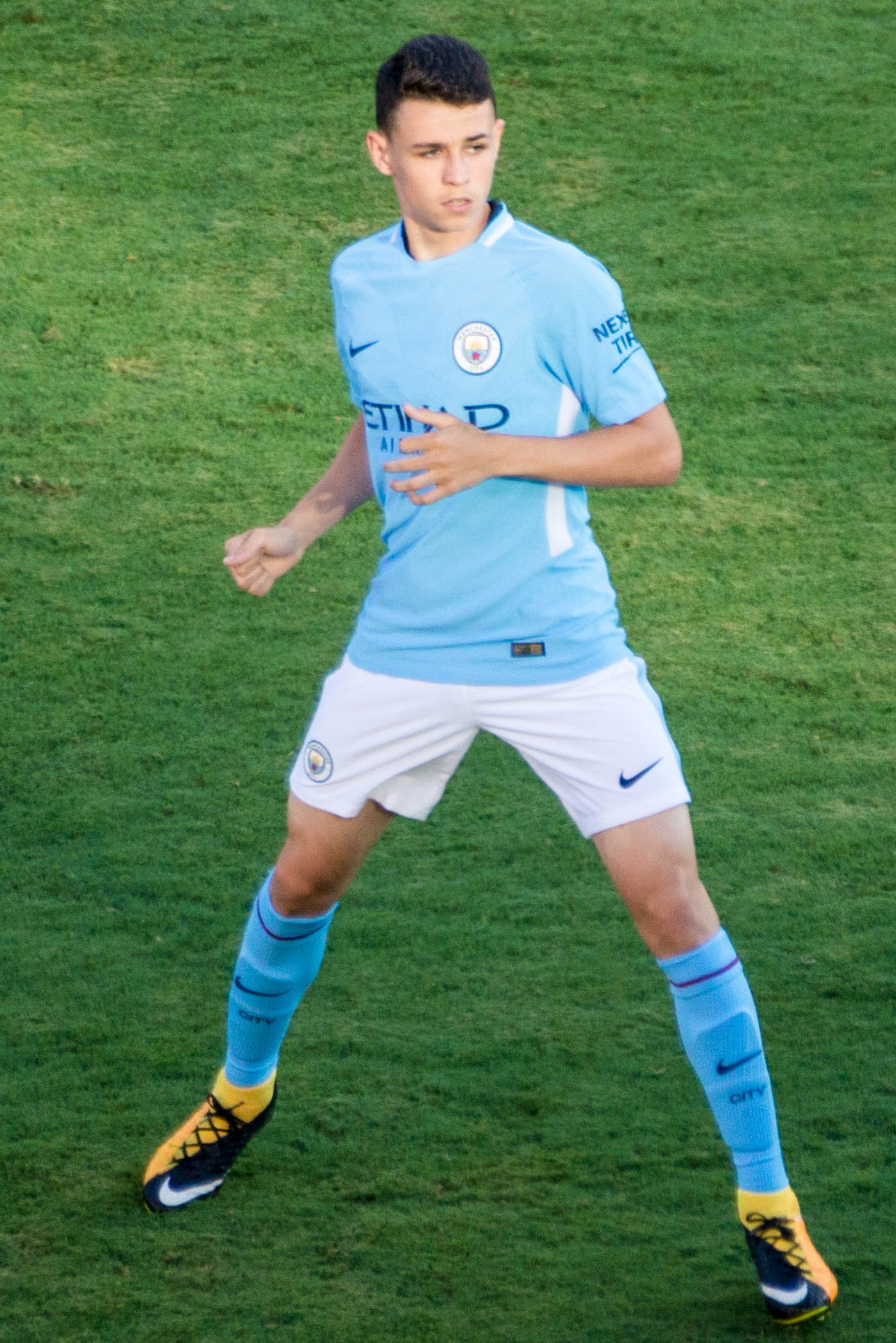
Foden em 2017.

Disputando a Copa da Inglaterra, o inglês não demorou muito a conquistar seu primeiro título. Apesar de não ter conquistado a Taça na época 2017–18, pôde participar ativamente do momento glorioso na temporada seguinte. Fazendo um gol na estreia, e mais dois tentos contra o Newport County na 5ª Eliminatória, Phil esteve em campo nas três primeiras partidas do City que se sagraria campeão contra o Watford por 6 a 0 na final. Contudo, não participou dos três jogos finais por opção do treinador.
Na sequência, o time foi eliminado na semifinal três vezes consecutivas até, finalmente, poder disputar a decisão novamente. Na temporada 2022–23, quando o City lutava ativamente pela Tríplice Coroa, os Citizens chegaram à Final contra o Manchester United, que era liderado por Erik ten Hag. Phil participou dos momentos finais da partida e viu seu clube garantir o triunfo por 2 a 1
Pela Copa da Liga Inglesa, o atleta atingiu a marca de quatro troféus em seus primeiros cinco anos. Apesar disso, não chegou a marcar nenhum gol, deu uma assistência para Sergio Agüero abrir o placar na decisão contra o Aston Villa em 2020. O jogo terminou em 2 a 1 e o City garantiu mais um troféu.
Pela Liga dos Campeões, o jogador sofria diversas eliminações com a equipe. Contudo, após a final perdida para o Chelsea em 2020, o Manchester City passou a figurar, temporada após temporada, entre os quatro primeiros e Phil pôde, pela primeira vez na carreira, sagrar-se Campeão Continental na temporada 2022–23.
Seu grande sucesso individual e coletivo era fruto dos treinamentos eficazes de Pep Guardiola. Os dois se admiravam muito, com Foden declarando as seguintes palavras sobre o seu único treinador até aquele momento:
| “                                          | É fácil para mim fazer isso (manter os "pés no chão"), mas acho que vem do técnico. Se você olhar para a nossa equipe, não há ninguém que se considere uma estrela. É um jogo coletivo e todos participamos na conquista dos títulos. Podemos dizer que somos o melhor time do mundo… Trabalhamos muito para isso. [...] O técnico torna todos melhores… ele é intenso no treinamento, está sempre empurrando os jogadores para o próximo nível. [...] O técnico simplesmente te coloca quando você menos espera, então você tem que procurar estar pronto e lutar pelo seu lugar. | ” |
| — Foden sobre seus anos com Pep Guardiola. | |   |

Em outra oportunidade, Guardiola tratou de comentar sobre sua admiração por Foden:
| “                            | Já posso até dizer que ele é um jogador lendário. Pelo tanto de jogos que fez, os minutos que atuou, os gols que marcou, os títulos que venceu... Além disso, ele é 'da casa', e é por isso que sua conexão com os torcedores é inacreditável. [...] Ele vem jogando bem em cada vez mais partidas. (Foden) Sempre foi um atleta talentoso, mas agora ele está mais maduro e entende melhor o jogo, especialmente na parte defensiva. | ” |
| — Guardiola sobre o jogador. | |   |

#### 2023–24
Após uma grande temporada de Campeonato Inglês, onde marcou 19 gols em 35 partidas, Phil Foden foi eleito o melhor jogador da temporada 2023-24 da Premier League.

## Seleção Inglesa
Em outubro de 2017, marcou dois gols na final da Copa do Mundo FIFA Sub-17 de 2017 contra a Espanha e conquistou o prêmio de melhor jogador do torneio, e no mesmo ano, ganhou o prêmio Bola de Ouro Sub-17.

## Estatísticas
Atualizado até 26 de maio de 2024.

### Clubes

#### Categorias de base
| Temporada                    | Clube                        | Campeonato                   | Jogos | Gols | Assist. |
| ---------------------------- | ---------------------------- | ---------------------------- | ----- | ---- | ------- |
| 2016–17                      | Manchester City              | Premier League Sub-18        | 23    | 11   | 7       |
| 2016–17                      | Manchester City              | FA Youth Cup                 | 6     | 3    | 0       |
| 2016–17                      | Manchester City              | Liga Jovem da UEFA           | 1     | 0    | 0       |
| 2017–18                      | Manchester City              | Premier League 2             | 9     | 6    | 5       |
| 2017–18                      | Manchester City              | Liga Jovem da UEFA           | 3     | 1    | 1       |
| Total nas categorias de base | Total nas categorias de base | Total nas categorias de base | 42    | 21   | 13      |

#### Profissional
| Equipe            | Temporada         | Campeonato nacional | Campeonato nacional | Campeonato nacional | Copas nacionais¹ | Copas nacionais¹ | Copas nacionais¹ | Competições continentais² | Competições continentais² | Competições continentais² | Outros torneios³ | Outros torneios³ | Outros torneios³ | Total | Total | Total   |
| Equipe            | Temporada         | Jogos               | Gols                | Assist.             | Jogos            | Gols             | Assist.          | Jogos                     | Gols                      | Assist.                   | Jogos            | Gols             | Assist.          | Jogos | Gols  | Assist. |
| ----------------- | ----------------- | ------------------- | ------------------- | ------------------- | ---------------- | ---------------- | ---------------- | ------------------------- | ------------------------- | ------------------------- | ---------------- | ---------------- | ---------------- | ----- | ----- | ------- |
| Manchester City   | 2017–18           | 5                   | 0                   | 1                   | 2                | 0                | 0                | 3                         | 0                         | 0                         | –                | –                | –                | 10    | 0     | 1       |
| Manchester City   | 2018–19           | 13                  | 1                   | 0                   | 8                | 5                | 1                | 4                         | 1                         | 0                         | 1                | 0                | 1                | 26    | 7     | 2       |
| Manchester City   | 2019–20           | 23                  | 5                   | 2                   | 9                | 1                | 5                | 5                         | 2                         | 2                         | 1                | 0                | 0                | 38    | 8     | 9       |
| Manchester City   | 2020–21           | 28                  | 9                   | 5                   | 9                | 4                | 2                | 13                        | 3                         | 3                         | –                | –                | –                | 50    | 16    | 10      |
| Manchester City   | 2021–22           | 28                  | 9                   | 5                   | 6                | 2                | 4                | 11                        | 3                         | 2                         | –                | –                | –                | 45    | 14    | 11      |
| Manchester City   | 2022–23           | 32                  | 11                  | 5                   | 7                | 3                | 1                | 8                         | 1                         | 1                         | 1                | 0                | 0                | 48    | 15    | 7       |
| Manchester City   | 2023–24           | 35                  | 19                  | 8                   | 6                | 2                | 1                | 8                         | 5                         | 3                         | 4                | 1                | 0                | 53    | 27    | 12      |
| Total na carreira | Total na carreira | 164                 | 54                  | 26                  | 47               | 17               | 14               | 52                        | 15                        | 11                        | 7                | 1                | 1                | 270   | 87    | 52      |

1.^ Jogos da Copa da Inglaterra e da Copa da Liga Inglesa
2.^ Jogos da Liga dos Campeões da UEFA
3.^ Jogos da Supercopa da Inglaterra, Supercopa da UEFA e Copa do Mundo de Clubes da FIFA

### Seleção Inglesa
Expanda a caixa de informações para conferir todos os jogos deste jogador, pela sua seleção nacional.
Sub-16
|    | Data                    | Local                                     | Resultado | Adversário       | Gol(s) | Competição               |
| -- | ----------------------- | ----------------------------------------- | --------- | ---------------- | ------ | ------------------------ |
| 1. | 29 de outubro de 2015   | Stade Marcel Laveau,, Boissy-Saint-Léger  | 2–2       | Países Baixos    | 0      | Amistoso                 |
| 2. | 31 de outubro de 2015   | Complexe Léo Lagrange, Bonneuil-sur-Marne | 0–3       | França           | 0      | Amistoso                 |
| 3. | 4 de dezembro de 2015   | Premier Sports Campus, Lakewood Ranch     | 2–0       | Brasil           | 2      | Amistoso                 |
| 4. | 6 de dezembro de 2015   | Premier Sports Campus, Lakewood Ranch     | 2–2       | Países Baixos    | 0      | Amistoso                 |
| 5. | 16 de fevereiro de 2016 | St George's Park, Burton upon Trent       | 1–0       | Noruega          | 0      | Amistoso                 |
| 6. | 21 de fevereiro de 2016 | St George's Park, Burton upon Trent       | 1–0       | Itália           | 0      | Amistoso                 |
| 7. | 24 de março de 2016     | Stade de lIdonnière, Le Poiré-sur-Vie     | 2–2       | Estados Unidos   | 0      | Torneio de Montaigu 2016 |
| 8. | 28 de março de 2016     |                                           | 3–0       | Irlanda do Norte | 0      | Torneio de Montaigu 2016 |

Sub-17
|     | Data                    | Local                                  | Resultado | Adversário     | Gol(s) | Competição                |
| --- | ----------------------- | -------------------------------------- | --------- | -------------- | ------ | ------------------------- |
| 1.  | 28 de setembro de 2016  | Stadion Aldo Drosina, Pula             | 5–0       | Croácia        | 0      | Amistoso                  |
| 2.  | 30 de setembro de 2016  |                                        | 3–0       | Grécia         | 0      | Amistoso                  |
| 3.  | 3 de outubro de 2016    | Stadion Aldo Drosina, Pula             | 8–1       | Alemanha       | 1      | Amistoso                  |
| 4.  | 25 de outubro de 2016   | Stadionul Buftea, Buftea               | 2–0       | Azerbaijão     | 0      | Elim. Europeu Sub-17 2017 |
| 5.  | 27 de outubro de 2016   | Stadionul Buftea, Buftea               | 3–0       | Romênia        | 2      | Elim. Europeu Sub-17 2017 |
| 6.  | 10 de fevereiro de 2017 | Estádio Municipal Bela Vista, Faro     | 0–1       | Portugal       | 0      | Amistoso                  |
| 7.  | 12 de fevereiro de 2017 | Estádio Algarve, Faro/Loulé            | 3–2       | Alemanha       | 2      | Amistoso                  |
| 8.  | 23 de março de 2017     | Stadium Etno Selo Stanišići, Bijeljina | 5–3       | Tchéquia       | 2      | Elim. Europeu Sub-17 2017 |
| 9.  | 25 de março de 2017     | Gradski stadion, Bijeljina             | 4–0       | Eslovênia      | 0      | Elim. Europeu Sub-17 2017 |
| 10. | 4 de maio de 2017       | Stadion Radnik, Velika Gorica          | 3–1       | Noruega        | 1      | Europeu Sub-17 2017       |
| 11. | 7 de maio de 2017       | Stadion sv. Josipa Radnika, Zagreb     | 4–0       | Ucrânia        | 0      | Europeu Sub-17 2017       |
| 12. | 10 de maio de 2017      | Stadion ŠRC Zaprešić, Zaprešić         | 3–0       | Países Baixos  | 0      | Europeu Sub-17 2017       |
| 13. | 13 de maio de 2017      | Stadion Radnik, Velika Gorica          | 1–0       | Irlanda        | 0      | Europeu Sub-17 2017       |
| 14. | 16 de maio de 2017      | Stadion ŠRC Zaprešić, Zaprešić         | 2–1       | Turquia        | 0      | Europeu Sub-17 2017       |
| 15. | 19 de maio de 2017      | Stadion Anđelko Herjavec, Varaždin     | 2–2       | Espanha        | 1      | Europeu Sub-17 2017       |
| 16. | 8 de outubro de 2017    | Estádio Salt Lake, Calcutá             | 4–0       | Chile          | 0      | Copa do Mundo Sub-17 2017 |
| 17. | 11 de outubro de 2017   | Estádio Salt Lake, Calcutá             | 3–2       | México         | 1      | Copa do Mundo Sub-17 2017 |
| 18. | 14 de outubro de 2017   | Estádio Salt Lake, Calcutá             | 4–0       | Iraque         | 0      | Copa do Mundo Sub-17 2017 |
| 19. | 17 de outubro de 2017   | Estádio Salt Lake, Calcutá             | 0–0       | Japão          | 0      | Copa do Mundo Sub-17 2017 |
| 20. | 21 de outubro de 2017   | Estádio Fatorda, Margão                | 4–1       | Estados Unidos | 0      | Copa do Mundo Sub-17 2017 |
| 21. | 25 de outubro de 2017   | Estádio Salt Lake, Calcutá             | 3–1       | Brasil         | 0      | Copa do Mundo Sub-17 2017 |
| 22. | 28 de outubro de 2017   | Estádio Salt Lake, Calcutá             | 5–2       | Espanha        | 2      | Copa do Mundo Sub-17 2017 |

Sub-18
|    | Data                  | Local                  | Resultado | Adversário    | Gol(s) | Competição |
| -- | --------------------- | ---------------------- | --------- | ------------- | ------ | ---------- |
| 1. | 1 de setembro de 2017 | New Meadow, Shrewsbury | 0–0       | Brasil        | 0      | Amistoso   |
| 2. | 4 de setembro de 2017 | Harrison Park, Leek    | 1–2       | África do Sul | 1      | Amistoso   |

Sub-19
|    | Data                   | Local                               | Resultado | Adversário         | Gol(s) | Competição                |
| -- | ---------------------- | ----------------------------------- | --------- | ------------------ | ------ | ------------------------- |
| 1. | 27 de março de 2018    | FFM Training Centre, Escópia        | 0–2       | Macedônia do Norte | 0      | Elim. Europeu Sub-19 2018 |
| 2. | 5 de setembro de 2018  | St George's Park, Burton upon Trent | 4–1       | Países Baixos      | 1      | Amistoso                  |
| 3. | 10 de setembro de 2018 | Belgian Football Center, Tubize     | 2–1       | Bélgica            | 0      | Amistoso                  |

Principal
|    | Data                   | Local                          | Resultado | Adversário | Gol(s) | Assist. | Competição              |
| -- | ---------------------- | ------------------------------ | --------- | ---------- | ------ | ------- | ----------------------- |
| 1. | 5 de setembro de 2020  | Laugardalsvöllur, Reiquiavique | 1–0       | Islândia   | 0      | 0       | Liga das Nações da UEFA |
| 2. | 12 de novembro de 2020 | Wembley, Londres               | 3–0       | Irlanda    | 0      | 0       | Amistoso                |
| 3. | 18 de novembro de 2020 | Wembley, Londres               | 4–0       | Islândia   | 2      | 1       | Liga das Nações da UEFA |

## Títulos
Manchester City
- Copa da Liga Inglesa: 2017–18, 2018–19, 2019–20, 2020–21[carece de fontes?]
- Campeonato Inglês: 2017–18, 2018–19, 2020–21, 2021–22, 2022–23 e 2023–24[28]
- Supercopa da Inglaterra: 2018, 2019[carece de fontes?]
- Copa da Inglaterra: 2018–19 e 2022–23[carece de fontes?]
- Liga dos Campeões da UEFA: 2022–23 [29]
- Supercopa da UEFA: 2023[carece de fontes?]
- Copa do Mundo de Clubes da FIFA: 2023[30]

Inglaterra
- Copa do Mundo FIFA Sub-17: 2017

### Prêmios individuais
- Equipe do torneio do Campeonato Europeu Sub-17 de 2017[31]
- Bola de Ouro da Copa do Mundo FIFA Sub-17 de 2017[32]
- Troféu Alan Hardaker: 2020
- Equipe ideal da Liga dos Campeões da UEFA: 2020–21[33] e 2023–24[34]
- Jogador Jovem do Ano da Premier League: 2020–21, 2021–22
- Jogador Jovem do Ano da PFA: 2020–21, 2021–22
- Jogador do Ano da Premier League: 2023–24
- 11º Colocado na Ballon d'Or 2024